# エンマ・モラーノ
エンマ・モラーノ（Emma Morano、1899年11月29日 - 2017年4月15日）は、かつてイタリアに在住していた長寿の女性（スーパーセンテナリアン）。

## 人物

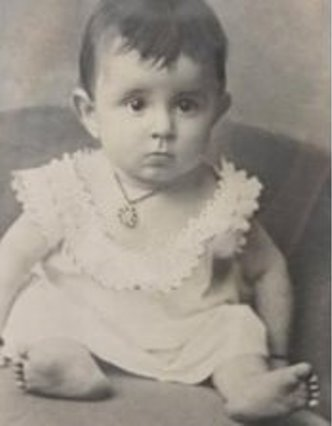
エンマ・モラーノ、1900年撮影

1899年11月29日、ピエモンテ州のヴェルチェッリ県チヴィアスコに生まれる。1926年にジョヴァンニ・マルティヌッツィと結婚。子供は1人だけいたが、1937年にわずか6か月で亡くなっている。法的に離婚はしなかったが（キリスト教の影響が強かった当時のイタリアでは、離婚をすることは容易ではなかったことによる）、1938年からは暴力的だった夫と別居するようになり、以後75年間にわたって一人暮らしをしていた。このことについて、後のインタビューで「私は誰からも支配されたくなかった」と語っている。なお父親と夫の名前が両方ともジョヴァンニという、同一の名前であったとされているが、出典の誤りなのか偶然だったのかは定かではない。
長寿の秘訣として、薬を使用せず、1日当たり3個の卵を食べて、手作りのブランデーを飲み、チョコレートを時々食べることを挙げている。
2011年12月23日、イタリアの大統領ジョルジョ・ナポリターノからイタリア共和国功労勲章を授与された。2015年の116歳の誕生日には、ローマ教皇フランシスコからの手紙を受け取っている。
2017年4月15日、ヴェルバーニアの自宅で老衰のため死去。

## 長寿記録

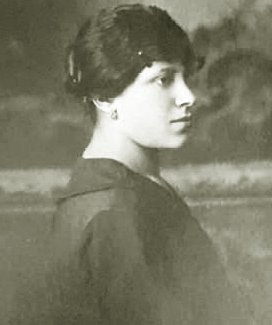
エンマ・モラーノ、1920年代

- 2013年4月2日 - マリーア・レダエッリ＝グラノーリの死去に伴い、イタリア及びヨーロッパ最高齢となる。
- 同年5月12日 - アメリカのスザンナ・マシャット・ジョーンズの死去に伴い、存命する世界最高齢者となった。
- 2017年4月15日 - 老衰のため117歳137日で死去。これにより1800年代生まれの人物は全員この世を去った。

| 記録                                  | 記録                                                            | 記録                                      |
| ------------------------------------- | --------------------------------------------------------------- | ----------------------------------------- |
| 先代 スザンナ・マシャット・ジョーンズ | 存命人物のうち世界最高齢 2016年5月12日 - 2017年4月15日          | 次代 ヴァイオレット・ブラウン             |
| 先代 ディーナ・マンフレディーニ       | 歴代のイタリア出身者最高齢 2015年8月14日 -                      | 次代 （記録保持者）                       |
| 先代 ヴェーネレ・ピッツィナート＝パポ | 歴代のイタリア最高齢 2014年8月9日 -                             | 次代 （記録保持者）                       |
| 先代 マリーア・レダエッリ＝グラノーリ | 存命人物のうちヨーロッパ最高齢 2013年4月2日 - 2017年4月15日     | 次代 アナ・ベラ＝ルビオ                   |
| 先代 マリーア・レダエッリ＝グラノーリ | 存命人物のうちイタリア出身者最高齢 2013年4月2日 - 2017年4月15日 | 次代 ジュゼッピーナ・プロジェット＝フラウ |
| 先代 マリーア・レダエッリ＝グラノーリ | 存命人物のうちイタリア最高齢 2013年4月2日 - 2017年4月15日       | 次代 マリー＝ジョセフィン・ゴーディト     |